# Mulleripicus
Mulleripicus – rodzaj ptaków z podrodziny dzięciołów (Picinae) w rodzinie dzięciołowatych (Picidae).

## Zasięg występowania
Rodzaj obejmuje gatunki występujące w południowej i południowo-wschodniej Azji.

## Morfologia
Długość ciała 29–50 cm; masa ciała 139–563 g.

## Systematyka

### Etymologia
- Hemilophus: gr. ἡμι- hēmi- „pół”, od ἡμισυς hēmisus „połowa”; λοφος lophos „czub, grzebień”[9]. Gatunek typowy: Picus pulverulentus Temminck, 1826; młodszy homonim Hemilophus Audinet-Serville, 1835 (Coleoptera).
- Mulleripicus: Salomon Müller (1804–1864), niemiecki podróżnik, ornitolog; łac. picus „dzięcioł”[9].
- Lichtensteinipicus: Martin Heinrich Carl Lichtenstein (1780–1857), niemiecki ornitolog, kolekcjoner; łac. picus „dzięcioł”[9]. Gatunek typowy: Picus modestus Vigors, 1831 (= Picus funebris Valenciennes, 1826).
- Alophonerpes: gr. αλοφος alophos „bez czuba”, od negatywnego przedrostka α- a- „bez”; λοφος lophos „czub, grzebień”; ἑρπης herpēs „coś pełzającego, pełzacz” (prawdopodobnie wąż, ale w ornitologii używany na określenie dzięciołów i podobnie wspinających się ptaków), od ἑρπω herpō „pełzać”[9]. Gatunek typowy: Picus pulverulent Temminck, 1826.
- Macropicus: gr. μακρος makros „wielki”; nowogr. πικος pikos „dzięcioł”, od łac. picus „dzięcioł”[9]. Gatunek typowy: Picus pulverulentus Temminck, 1826.
- Alophus: gr. αλοφος alophos „bez czuba”, od negatywnego przedrostka α- a- „bez”; λοφος lophos „czub, grzebień”[9]. Gatunek typowy: Picus gutturalis Valenciennes, 1826 (= Picus pulverulentus Temminck, 1826); młodszy homonim Alophus Schönherr, 1826 (Coleoptera).
- Microstictus: gr. μικρος mikros „mały”; στικτος stiktos „plamkowany, cętkowany”, od στιζω stizō „tatuować”[9]. Nowa nazwa dla Lichtensteinipicus Bonaparte, 1854.

### Podział systematyczny
Do rodzaju należą następujące gatunki:
- Mulleripicus fulvus (Quoy & Gaimard, 1830) – mohun szary
- Mulleripicus fuliginosus Tweeddale, 1877 – mohun krótkodzioby – takson wyodrębniony ostatnio z M. funebris[11][12]
- Mulleripicus funebris (Valenciennes, 1826) – mohun czarniawy
- Mulleripicus pulverulentus (Temminck, 1826) – mohun wielki